# Кузьминское (Гаврилов-Ямский район)
Кузьминское — деревня в Гаврилов-Ямском районе Ярославской области.
Расположена неподалёку от реки Которосль в 21 километре от центра Ярославля и в 10 километрах от села Великое.
Население на 1 января 2007 — 2 человека.